# Dun Telve
Dun Telve är en fornlämning i kommunen Highland i Skottland. Den är en så kallad broch och antas ha anlagts under järnåldern, vilket i Storbritannien motsvarar perioden 800 f.Kr. till 200 e.Kr. 
Dun Telve ligger 26 meter över havet och terrängen runt platsen är huvudsakligen kuperad. Trakten runt Dun Telve är nära nog obefolkad, med mindre än två invånare per kvadratkilometer. Närmaste större samhälle är Glenelg, 2 km nordväst om Dun Telve. I omgivningarna runt Dun Telve växer i huvudsak blandskog.